# Samu Wesslin
Samu Wesslin (Pori, 29 giugno 1975) è un ex hockeista su ghiaccio finlandese.

## Carriera
Cresciuto hockeisticamente nelle giovanili della squadra della  sua città natale, il Porin Ässät, fece il suo debutto in prima squadra nella stagione 1995-1996, nella SM-Liiga. Delle 343 presenze nella massima serie finlandese, 339 furono con la maglia dell'Ässät e 4 con quella del Lukko Rauma.
In seconda serie ha vestito invece la casacca di Kokkolan Hermes, Vaasan Sport e SaPKo, per complessivi 65 incontri.
Ha rescisso il contratto dopo soli 13 incontri giocati nella Serie A2 italiana con il Vipiteno Broncos, nel novembre 2005, per problemi di ambientamento, interrompendo l'attività.